# Beigehuvad sporrgök
Beigehuvad sporrgök (Centropus milo) är en fågel i familjen gökar inom ordningen gökfåglar.

## Utbredning och systematik
Beigehuvad sporrgök delas in i två underarter:
- Centropus milo albidiventris – är endemisk för Salomonöarna och förekommer där på Vella Lavella, Kolombangara, Ghizo och Rendova
- Centropus milo milo – är endemisk för södra Salomonöarna och förekommer på Guadalcanal och Floridaöarna

## Status
IUCN kategoriserar arten som livskraftig.